# Haarlo
Haarlo is een kerkdorp tussen Borculo en Eibergen in de Achterhoekse gemeente Berkelland in de Nederlandse provincie Gelderland.
Haarlo ligt aan de rivier de Berkel en wordt in het oosten begrensd door de buurschap Olden Eibergen, in het zuiden door Lintvelde en Dijkhoek, in het westen door Waterhoek en Borculo en in het noorden door Biel en Hoonte. Het dorp, toen nog als buurschap, wordt voor het eerst genoemd in de goederenlijst van graaf Hendrik van Dahl (graaf van Dale), heer van Diepenheim, 1188. Daarin is sprake van het huis Lusinc bij Harlo. Veel Haarlose goederen worden voor het eerst genoemd in het "liber catenatus" (het boek aan de ketting) van het Sticht Vreden, dat grootgrondbezitter was in Haarlo. Dit goederen- en inkomstenregister van het kapittel van het Sticht Vreden is aangelegd vóór 1340. Tot de Vredense goederen in Haarlo behoorden onder andere Leusink, Leusinkotte en Garverdinck. Veel inkomsten kreeg het Sticht Vreden via zijn hof te Eibergen uit de goederen Geerdink, Assink, Veldink, Wolink, Kolenberg en Scholte van Haarlo of de Hof te Haarlo. Deze laatste erve, later ook bekend onder de naam Memelink, is hoogstwaarschijnlijk de naamgever van deze buurschap. Deze boerderij verkreeg in 1980 landelijke bekendheid door de vondst van ruim 1100 munten uit de dertiende eeuw. Een klein deel kan bezichtigd worden in het Museum de Scheper te Eibergen. Een ander deel in het Stedelijk Museum Zutphen.
De andere grootgrondbezitter in Haarlo was de heer van Borculo, met onder andere de goederen Vorkink, Geerdink, Assink (verdwenen) en Bussink. De buurschap hoorde oudtijds bij het kerspel Eibergen. In 1383 werd in Haarlo een kapel opgericht. Pas in het midden van de 19e eeuw werd Haarlo uit het kerspel Eibergen losgemaakt. Bestuurlijk werd Haarlo waarschijnlijk in de 15e of 16e eeuw ondergebracht in de voogdij Geesteren. In de Bataafs-Franse tijd werd door Eibergen een vergeefse poging ondernomen om Haarlo bestuurlijk (weer) bij Eibergen te voegen. De buurschap Haarlo bleef met de inmiddels tot gemeente verheven voogdij Geesteren verenigd en volgde het lot van deze gemeente toen in 1817 de samenvoeging volgde met de gemeente Borculo, bestaande uit stad Borculo en buurschap Dijkhoek, in de nieuwe gemeente Borculo. De in 1858 gebouwde achtkantige kerk is een monument en wordt in de volksmond de Kluntjespot (suikerpot) genoemd. Daarnaast stond in Haarlo de kerk Het Lokaal, dat omgebouwd is tot woning.